# Роберто Луонго
Роберто Луонго (енгл. Roberto Luongo; Монтреал, 4. априла 1979) професионални је канадски хокејаш на леду који игра на позицији голмана.
Професионалну каријеру започео је у редовима њујоршких Ајландерса у сезони 1999/00, екипе која га је одабрала као 4. пика на НХЛ драфту 1997. године. Након само једне полусезоне у Њујорку прелази у редове екипе са Флориде, а потом након 6 сезона у Ванкувер Канаксе. Већ у другој сезони у Канаксима проглашен је за капитена тима, поставши тако првим голманом на тој позицији у једном НХЛ лигашу још од Била Дернана у сезони 1947/48. годину. Од сезоне 2013/14. поново игра у дресу Флорида Пантерса.
Са сениорском репрезентацијом Канаде освојио је две титуле светског првака (на првенствима 2003. и 2004) и две златне медаље на олимпијским играма (ЗОИ 2010. и ЗОИ 2014).

## Клупска каријера
Луонго је рођен у Монтреалу 1979. као најстарије од троје деце у мешовитој италијанско-ирској породици (његов отац Антонио је родом из италијанског Авелина, док је мајка Паскалина ирског порекла). Његова браћа, Лео и Фабијо су по професији тренери голмана у хокеју на леду. Хокеј је почео да тренира са 8 година, а играчку каријеру започиње 1995. играјући за јуниорски тим из Вал д'Ора у јуниорској лиги Кебека.
Захваљујући одличним одбранама током прве две сезоне приметили су га скаути НХЛ лиге, те је на улазном НХЛ драфту 1997. одабран у првој рунди као 4. пик од стране Њујорк Ајландерса. Луонго је на тај начин постао најбоље рангирани голман у историји НХЛ драфта до тог периода.
Први професионални уговор са Ајландерсима на три године и у вредности од 2,775 милиона америчких долара потписао је у јануару 1999. године, а професионални деби остварио је у дресу филијале њујоршког тима у АХЛ лиги почетком сезоне 1999/00. У НХЛ лиги и у дресу Ајландерса дебитовао је 28. новембра 1999. у утакмици против Бостон Бруинса. Њујоршки тим је славио у тој утакмици са 2:1, а Луонго је остварио учинак од чак 43 одбране. Већ 27. децембра у утакмици играној опет против Бруинса Луонго је остварио свој први шут-аут учинак (бранио целу утакмицу без примљеног гола, победа од 3:0). Дебитантску НХЛ сезону окончао је са процентом одбрана од 90,4% на укупно одигране 24 утакмице.
Тадашњи менаџер Ајландерса Мајк Милбури је потпуно неочекивано на крају те сезоне трејдовао Луонга заједно са центром Олијем Јокиненом у екипу Флорида Пантерса, у замену за крило Марка Периша и центра Олега Квашу. Новинарима је Луонго изјављивао како је био потпуно изненађен одлуком руководства клуба, али да му је са друге стране било драго јер је тим са Флориде веровао у њега.

### Флорида Пантерси (2000–2006)
Прву утакмицу у клубу са Флориде одиграо је против Бруинса 9. октобра 200, а његових 18 одбрана није било довољно за победу и тим из Бостона је славио са 4:2. Прву сезону у Пантерсима окончао је утакмицом против њујоршких Ренџерса уз пети по реду шут-аут учинак у сезони и победу од 3:0 (утакмица одиграна 7. априла 2001. године). Током своје НХЛ „руки сезоне“ (Луонго се сматрао рукијем, односно дебитантом пошто је у претходној сезони одиграо мање од 26 утакмица у лиги) Луонго је бранио на укупно 43 утакмице (уз укупно шести проценат одбрана у лиги 92%), једној утакмици више од саиграча Тревора Кида.
Пре почетка наредне сезоне Луонго је продужио уговор са клубом на још 4 године. Сезону 2001/02. окончао је у марту 2002. након повреде скочног зглоба десне ноге задобијене у утакмици против Канадијанса.
Са одличним партијама наставио је и у сезони 2003/04. што му је донело номинације за најбољег голмана и најбољег играча лиге. На укупно одигране 72 утакмице те сезоне поставио је рекорд по броју одбрањених удараца где је од укупно 2.475 удараца ка свом голу одбранио чак 2.303 шута противника, уз успешност одбрана од чак 93,1%. У фебруару 2004. учествовао је на утакмици свих звезда лиге, а крајем сезоне уврштен је у другу идеалну поставу лиге.
Како због штрајка играча првенство у сезони 2004/05. није играно, Луонго је у том периоду играо једино за репрезентацију Канаде, а са клупским активностима наставио је тек наредне сезоне. Пре почетка сезоне 2005/06. потписао је нови једногодишњи уговор са Пантерсима вредан 3,2 милиона долара. Како по окончању те сезоне није успео да се договори са челницима клуба о продужењу сарадње и потписивању новог уговора, у јуну 2006. трејдован је у екипу Ванкувер Канакса.

### Ванкувер Канакси (2006–2014)
Луонго је победом дебитовао за Канаксе у утакмици играној 5. октобра 2006. против Детроит Ред вингса, а двадесет дана касније остварио је и свој први шут-аут учинак у дресу новог клуба одбранивши чак 32 шута чикашких Блекхокса (победа Канакса од 5:0). На ол-стар утакмици 2007. био је део прве поставе у екипи Западне конференције. Лигашки део сезоне је окончао са личним рекордом од 47 победа и са успешношћу одбрана од 92,1% (у просеку је примао 2,29 голова по утакмици), а проглашен је и за најкориснијег играча у тиму из Ванкувера.
У првој утакмици доигравања за трофеј Стенли Купа против екипе Далас Старса Луонго је поставио лични рекорд одбранивши чак 72 противничка шута (Канакси славили у том мечу са 5:4, односно укупним резултатом 4:3 у победама). У наредној рунди доигравања Канакси су елиминисани од каснијих победника Анахајм Дакса.
Иако је по окончању те сезоне Луонго био номинован за чак три индивидуалне награде (за најбољег голмана, најкориснијег играча лигашког дела сезоне и за најкориснијег играча сезоне) у сва три случаја заузео је друго место.
Са одличним играма наставио је и током сезоне 2007/08, а по други пут за редом је изабран у стартну поставу западне конференције на ол-стар утакмици 2008. године (иако није наступио на егзибицији због приватних разлога). Уочи почетка сезоне 2008/09. именован је за капитена Канакса, поставши тако првим капитеном једног НХЛ лигаша који игра на позицији голмана још од сезоне 1947/48. и легендарног голмана Канадијанса Била Дернана. Иако је по тадашњим НХЛ правилима голманима било забрањено да обављају капитенске функције, управа тима је Луонга оставила на тој позицији, а капитенске „послове на леду“ обављали су његови заменици. У утакмици против Пенгвинса играној 22. новембра зарадио је повреду препоне због које је пропустио 24 утакмице, а на лед се вратио тек 15. јануара у утакмици против Којота.
Годину дана пре истека првобитног уговора са Канаксима, 2. септембра 2009. Луонго потписује нови уговор са клубом на период од 12 година и у вредности од 64 милиона меричких долара (5,33 милиона долара по сезони).
На утакмици против Лос Анђелес Кингса играној 5. марта 2011. остварио је своју 300. победу у НХЛ лиги. Лигашки део сезоне 2010/11. окончао је са још једним личним рекордом са просечно 2,11 примљених голова по утакмици. У плеј-офу те сезоне екипа Канакса је играла у финалу Стенли купа, по први пут након 17 година. Иако су Канакси изгубили финалну серију од Бруинса био је то највећи клупски успех Роберта Луонга у дотадашњој играчкој каријери.
4. јануара 2012. Луонго је одиграо своју 700ту утакмицу у НХЛ лиги, поставши тако тек 23. голманом у историји лиге са одиграних укупно 700 утакмица, а већ 21. јануара дошао је до рекордне 212. победе у дресу Канакса (победа над Шарксима од 4:3) чије је постао најуспешнијим голманом у тимској историји.

### Повратак у Пантерсе
Дан пре краја прелазног рока, 4. марта 2014. Луонго је трејдован у екипу Флорида Пантерса.

## Репрезентативна каријера
Дебитантски наступ за канаду на међународној сцени Луонго је остварио на светском првенству за играче до 20 година играном 1998. у Финској, одигравши три утакмице са просеком од 3,70 голова по утакмици. Већ селедеће године на првенству чији домаћин је био Винипег (Манитоба) Луонго се изборио за позицију стандардног голмана репрезентације, одигравши 7 од укупно 8 утамица. Канада је освојила сребрну медаљу (у финалу поражени од Русије у продужецима са 3:2). Била је то његова прва медаља у репрезентативном дресу на великим такмичењима.
За сениорску репрезентацију дебитовао је на Светском првенству 2001. у Немачкој као други голман тима. Међутим како је поломио прст на утакмици против Швајцарске играној 4. маја, већ следећег дана је напустио првенство и вратио се кући. Дебитантски наступ на светском првенству окончао је са две одигране утакмице и просеком примљених голова од 1,44 (Канада је освојила 5. место).
Следећи наступ остварио је на Светском првенству 2003. у Финској где је поново наступио као резервни голман. Међутим у полуфиналу је ушао у игру као замена за повређеног Шона Бурка већ у 8. минуту друге трећине, и иако је примио чак 4 гола на тој утакмици, селекција Канаде се пласирала у финале и победила Чешку са 8:4. У финалу против Шведске Луонго је одбранио чак 49 удараца противничких играча, Канада је победила резултатом 3:2 (након продужетака) и освојила златну медаљу. На следеће првенство у Чешкој долази као први голман Канаде. Одиграо је као стратер 7 утакмица уз просек од 2,32 гола, један шутаут учинак и нову титулу светског првака.
На светском првенству 2005. у Аустрији одиграо је само две утакмице, а у мечу против Словеније остварио је шутаут учинак. Канада је освојила сребрну медаљу.
Први од три наступа на Зимским олимпијским играма забележио је на Играма 2006. у италијанском Торину. Дебитантски наступ на олимпијском турниру остварио је у победи у другом колу групне фазе против Немачке, а другу утакмицу одиграо је против Финске у наредној руди такмичења. Канада која је на том турниру бранила злато из Солт Лејка изгубила је од Русије у четврфиналу и на крају освојила тек 7. место.
Олимпијски турнир у Ванкуверу 2010. Луонго је започео као први голман Канаде утакмицом против селекције Норвешке. Канада је славила са убедљивих 8:0, а Луонго је одбранио свих 15 противничких шутева дошавши тако до свог првог олимпоијског шут-аут учинка. У полуфиналној утакмици против Словачке одбранио је ударац Павола Демитре на само 9 секунди пре краја утакмице и на тај начин свом тиму осигурао пласман у финале олимпијског турнира. У победи над селекцијом Сједињених Држава у финалу остварио је 34 одбране. Непун месец дана касније након освајања олимпијског злата, 11. марта Луого је носио олимпијски пламен на церемонији отварања Параолимпијских игара.
Био је део националног олимпијског тима и на Играма у Сочију 2014. где је Канада са успехом одбранила златну медаљу. Луонго је на том турниру одиграо само једну утакмицу, и то 6:0 шутаут против Аустрије у групној фази, а позицију првог голмана имао је Кери Прајс.